# Richard Kohlberger
Richard Kohlberger (* 16. August 1911 in Augsburg; † 2. Januar 1990 ebenda) war ein deutscher Gewerkschafter und Politiker (SPD).

## Leben und Beruf
Nach dem Besuch der Volksschule absolvierte Kohlberger eine Ausbildung zum Maschinenschlosser, die er mit der Gesellenprüfung abschloss. Anschließend arbeitete er bis 1947 als Maschinenschlosser und Dieselmonteur. 1927 trat er in den Deutschen Metallarbeiter-Verband (DMV) ein. Er nahm am Zweiten Weltkrieg teil und geriet in Gefangenschaft.
Kohlberger engagierte sich nach dem Kriegsende in der Gewerkschaft. Er schloss sich der IG Metall an und war seit 1947 Jugendsekretär beim Bayerischen Gewerkschaftsbund. Nach einer Fortbildung an der Akademie der Arbeit arbeitete er von 1951 bis 1958 als Sekretär beim Vorstand der IG Metall in Frankfurt am Main. 1958 wurde er Geschäftsführer einer Verwaltungsstelle der Gewerkschaft in Augsburg.

## Partei
In der Spätphase der Weimarer Republik hatte Kohlberger sich 1931 dem Reichsbanner Schwarz-Rot-Gold angeschlossen. Er trat 1945 der SPD bei, war von 1946 bis 1951 als Parteifunktionär in Augsburg und dann in gleicher Funktion in Frankfurt am Main tätig.

## Abgeordneter
Kohlberger war Ratsmitglied der Stadt Frankfurt am Main. Dem Deutschen Bundestag gehörte er von 1961 bis 1972 an. Er zog stets über die Landesliste der SPD Bayern ins Parlament ein.
| Personendaten    | Personendaten                                     |
| ---------------- | ------------------------------------------------- |
| NAME             | Kohlberger, Richard                               |
| KURZBESCHREIBUNG | deutscher Gewerkschafter und Politiker (SPD), MdB |
| GEBURTSDATUM     | 16. August 1911                                   |
| GEBURTSORT       | Augsburg                                          |
| STERBEDATUM      | 2. Januar 1990                                    |
| STERBEORT        | Augsburg                                          |